# Kneževina Teodoro
Kneževina Teodoro (grško: Θεοδόρο) ali Gotija (grško: Γοτθία) je bila od 13. do 15. stoletja majhna kneževina na jugozahodu polotoka Krima od današnje Balaklave do Alušte. Glavno mesto kneževine je bil Doros, sedanji Mangup, ki se včasih omenja tudi kot Teodoro. Kneževina Teodoro je bila tesno povezana s Trapezundskim cesarstvom.

## Prebivalstvo
Prebivalci kneževine so bili zmes narodov, ki so se vse od antike priseljevali na Krim. Iz množice Krimskih Gotov, Alanov, Keraitov, Kipčakov, Slovanov in drugih narodov je nastala nova etnična skupina, ki je govorila grško in je bila pravoslavne vere.

## Zgodovina
Kneževina Teodoro je nastala po četrti križarski vojni iz delov bivše bizantinske province Kersonos (Tema ta Klimata), ki jih niso zasedli  Genovežani. Ozemlje je bilo na začetku pod oblastjo Trapezunda in je bilo morda celo del njihove krimske posesti Perateja. Za guvernerja, ki se je imenoval  »vladar Teodora in Gotije«, so imenovali Teodora II. Gabrasa iz bizantinsko-armenske dinastije Gabras (turško: Hovra). 
Družina Gabras je kmalu ponovno utrdila Doros in novo mestno citadelo imenovala po zaščitniku sv. Teodoru. Mesto je postalo upravno središče nove kneževine, ki je imela dobre odnose z Zlato hordo, kateri je kot vazalna država plačevala letni davek, na jugu pa se je z genoveškimi kolonijami stalno spopadala za dostop do morja in trgovino, ki je potekala preko krimskih pristanišč. Ozek pas obale od Jambolije (sedanja Balaklava) na zahodu do Alustone (sedanja Alušta) na vzhodu, ki so ga Grki imenovali Paratalasija (Morska obala)  je prvotno pripadal kneževini, a je kmalu prišel pod genoveško oblast. Po izgubi pristanišč na jugu je kneževina na izlivu reke Černaje zgradila novo pristanišče Avlita in ga utrdila s trdnjavo Kalamita (sedanji Inkerman).  
6. junija 1475 je osmanski general Gedik Ahmed paša osvojil Kafo (sedanja Feodosija), konec leta pa po šestmesečnem obleganju še Mangup. Večina Krima je postala del Krimskega kanata, ozemlje bivše Kneževine Teodoro in južnega Krima pa je prišlo pod neposredno oblast Visoke porte.

## Teodorski knezi
- Dimitrij (po 1362 - pred 1368)
- Bazilij
- Štefan, Bazilijev sin (? — 1402)
- Aleksej I., Štefanov sin (1402 — 1434)
- Aleksej  II., sin Alekseja I. (1434 — 1444)
- Ivan (Olubej), sin Alekseja I. (1444 — 1460)
- Izak, sin Alekseja I. (1471 — 1474)
- Aleksander, sin Alekseja II. (junij – december 1475)